# Hostiles and Calamities
Hostiles And Calamities là tập thứ mười một trong Phần 7 của series phim truyền hình The Walking Dead. Tập phim được phát sóng trên kênh AMC của Mỹ vào ngày 26 tháng 2 năm 2017. Khi phát sóng tại Mỹ, tập phim đã được 11,08 triệu người xem trong đó có 5,3 triệu người từ 18-49 tuổi.

## Nội dung tập
Ở The Sanctuary, các thành viên The Saviors phát hiện ra xác của Joey "béo" bị giết một cách tàn bạo. Dwight nhận thấy trong sân đỗ thiếu mất một chiếc mô tô và vội vàng chạy vào buồng giam của Daryl để kiểm tra. Anh ta tức tối khi phát hiện ra Daryl đã trốn thoát. Quay trở về phòng mình, Dwight nhìn thấy đồ đạc rơi ngổn ngang cùng bộ đồng phục tù nhân của Daryl dưới đất, bên cạnh là mảnh giấy với dòng chữ: "Đi mau" của người đã giúp Daryl trốn thoát.
Cùng lúc đó, Negan cùng một số thành viên The Saviors khác vừa từ Alexandria trở về và mang theo một tù nhân mới - Eugene. Anh ấy run rẩy khi được Laura đưa vào trong căn cứ, để rồi bất ngờ khi được dẫn tới một phòng ở được bày biện khang trang, không giống như phòng của tù nhân mà trước đây Daryl bị nhốt. Eugene lại tiếp tục ngạc nhiên khi Laura nói rằng cô ấy sẽ mang bất kỳ đồ ăn nào anh muốn tới ngay. Mở tủ lạnh trong phòng mình, anh nhìn thấy rất nhiều thực phẩm đang được để sẵn.
Biết được việc Daryl đã trốn thoát, Negan cho một số tên tay sai tới đánh Dwight một trận và nhốt anh ấy vào phòng của tù nhân. Lát sau, Negan tới phòng giam của Dwight để thông báo về việc Sherry cũng đã biến mất khỏi căn cứ. Hắn nghĩ rằng nhất định có một mối liên hệ nào đó giữa việc này và việc Daryl bỏ trốn, nhưng Dwight bảo rằng Sherry không phải là người đã làm điều đó. Vì nghi ngờ lòng trung thành của Dwight dành cho mình đã không còn, Negan đành thử thách anh ấy bằng cách yêu cầu Dwight ra ngoài tìm bắt Sherry trở về.
Vừa điều trị vết thương cho Dwight, bác sĩ Emmett Carson vừa nói với anh ấy rằng ông tin chắc Sherry là người đã thả Daryl, vì cô ấy là kiểu người vị tha và sẵn sàng hy sinh bản thân vì người khác.
Trước khi chuẩn bị lên đường, Dwight quay về phòng lấy đồ. Anh ấy cũng đồng thời lấy ra một vỏ bao thuốc lá được giấu kín, bên trong là một điếu thuốc còn in dấu son môi của Sherry. Sau đó, Dwight leo lên xe mô tô và rời khỏi The Sanctuary.
Laura dẫn Eugene đi xem quanh căn cứ và giải thích rằng ở đây có một hệ thống tính điểm để đổi lấy nhu yếu phẩm. Tuy nhiên, hệ thống điểm này sẽ chỉ áp dụng với những người lao động chứ không phải với các thành viên cấp cao của The Saviors. Cô ta đưa cho một hũ dưa chuột muối và bảo Eugene cứ việc lấy những gì mình muốn.
Tiếp theo đó, Eugene được đưa ra sân ngoài của The Sanctuary. Sau khi ra lệnh cho Simon đưa quân tới Alexandria tìm Daryl, Negan quay sang nhìn Eugene. Hắn hỏi tên anh, sau đó hỏi tên những thành viên The Saviors đang đứng xung quanh và nhận được câu trả lời đồng thanh: "Tôi là Negan". Negan nói rằng vì Eugene là người làm ra viên đạn gây tổn hại tới Lucille, thông thường hắn có lẽ đã giết anh. Tuy nhiên, hắn muốn anh chứng tỏ thực lực để cho thấy mình xứng đáng được giữ mạng. Cảm thấy sợ hãi, Eugene sử dụng lại những lời nói dối trước đây về việc mình có nhiều bằng tiến sĩ cũng như từng là thành viên của Dự án bảo vệ gen người. Khi được Negan bảo hãy thể hiện trí tuệ của mình bằng cách đề ra một giải pháp giúp giữ cho những xác sống phía trước The Sanctuary lâu bị mục rữa, anh liền gợi ý hắn dùng kim loại nóng chảy bao phủ cơ thể của chúng. Ngay khi lớp kim loại khô đi, chúng sẽ trở thành lớp bảo vệ vô cùng hiệu quả. Nghe vậy, Negan bèn dành lời khen cho đề xuất thông minh của Eugene và bảo sẽ cử một vài người "vợ" của hắn tới phòng anh như một phần thưởng.
Tối hôm đó, Eugene ngồi chơi điện tử trong khi ba người "vợ" của Negan ngồi nhìn. Tanya & Frankie ngồi cạnh anh trong khi Amber ngồi trên giường với vẻ buồn bã và uống rượu. Khi Tanya & Frankie bày tỏ sự tò mò về vốn hiểu biết của Eugene và hỏi rằng liệu anh có thể tạo nên một quả bom được không, anh liền liệt kê những thành phần hóa học cần có. Sau đó, Eugene dẫn ba người "vợ" của Negan ra sân ngoài căn cứ, nơi anh trình diễn một vài thí nghiệm hóa học và được họ vỗ tay tán thưởng.
Dwight lái xe đến một căn nhà bỏ hoang và vào bên trong. Đây chính là ngôi nhà trước đây của vợ chồng anh ấy, cũng là nơi họ hẹn nhau sẽ cùng quay trở về nếu một lúc nào đó bị chia cách. Gọi tên Sherry nhưng không thấy có tiếng đáp lại, Dwight phát hiện ra một bức thư mà vợ mình để lại kèm những chiếc nhẫn cưới. Trong thư, Sherry thú nhận rằng mình đã giải thoát cho Daryl và xin lỗi vì đã khiến chồng trở thành con người như hiện tại. Dwight đau khổ sau khi đọc những dòng tâm sự này và bỏ những chiếc nhẫn của vợ vào trong bao thuốc lá mình mang theo. Bên trong bao cũng là chiếc nhẫn cưới của Dwight mà anh vẫn còn giữ.
Tanya và Frankie lại tới tìm gặp Eugene. Họ giải thích rằng Amber đang tuyệt vọng đến mức muốn tự tử và muốn Eugene chế thuốc độc để cô ấy có thể ra đi nhanh chóng và nhẹ nhàng nhất có thể. Eugene đành miễn cưỡng đồng ý trước lời nhờ giúp đỡ này. Anh tới khu phân phát đồ, chen ngang lên trước những người đang xếp hàng và tận dụng việc mình đang được Negan trọng dụng để lấy hết những đồ cần thiết cho việc chế thuốc.
Dwight trở về căn cứ và một lần nữa được bác sĩ Emmett Carson xem xét vết thương. Anh ấy nói dối rằng mình bắt gặp Sherry đang gặp rắc rối với bầy xác sống và đã giết cô ấy.
Lát sau, Eugene được Laura dẫn ra địa điểm tập trung của các thành viên The Saviors phía trước một lò nung đang được nhóm lửa, điều này đồng nghĩa với việc sắp sửa có một nạn nhân phải chịu hình phạt. Negan bước tới chỉ vào Eugene và nói: "Mày có thể sẽ muốn quan sát thật kỹ việc này đấy". Nói xong, hắn dùng cây gậy Lucille đập mạnh vào người bác sĩ Emmett Carson. Negan bảo rằng mình vừa phát hiện ra một mảnh giấy do Sherry để lại trong ngăn kéo của Emmett với dòng chữ: "Goodbye, Honey" (thực tế được Dwight xé ra từ bức thư của vợ mình và cố ý nhét vào để gán tội). Hắn suy ra rằng Emmett chính là người thả Daryl để lấy lòng Sherry do đã nảy sinh tình cảm qua nhiều lần tiếp xúc khám bệnh cho cô ấy. Theo như Dwight thì chính Sherry cũng đã xác nhận điều này trước khi chết. Mặc cho Emmett cố giải thích rằng ông ấy không hề biết gì và rằng Dwight đang nói dối, Negan đáp rằng Dwight chẳng có lý do gì để làm vậy và đẩy người Emmett vào trong lò nung, thiêu chết ông ấy trước sự kinh hãi của những người xung quanh. "Thật may là chúng ta vẫn còn một bác sĩ Carson dự phòng" - Negan mỉm cười và vỗ vai Dwight.
Trở về phòng, trong lúc đang chơi điện tử, Eugene một lần nữa được ghé thăm bởi Tanya và Frankie để hỏi về những viên thuốc họ nhờ anh làm. Tuy nhiên, Eugene từ chối đưa chúng cho họ vì anh biết rõ những viên thuốc đó không phải để dành cho Amber mà là cho Negan. Tanya liền bảo Eugene là một kẻ hèn nhát và cùng Frankie rời khỏi.
Sau đó, Negan cũng ghé qua phòng Eugene. Hắn nói rằng không phải ai cũng có cơ hội được hắn mời làm việc cho mình như Eugene và bảo rằng anh không cần phải sợ hãi nữa. Khi hắn hỏi rằng Eugene là ai, anh lập tức trả lời: "Tôi là Negan".
Ngày hôm sau, Eugene đứng ở sân trước giám sát và chỉ đạo việc đổ kim loại nóng chảy lên người những xác sống bên ngoài hàng rào căn cứ. Dwight đi đến đứng cạnh anh và họ lần đầu làm quen với nhau đúng nghĩa. Eugene bèn nói: "Chúng ta đều là Negan" và Dwight chần chừ một lúc trước khi đáp lại: "…Đúng vậy".

## Diễn viên

### Diễn viên chính
- Andrew Lincoln vai Rick Grimes*
- Norman Reedus vai Daryl Dixon*
- Lauren Cohan vai Maggie Rhee*
- Chandler Riggs vai Carl Grimes*
- Danai Gurira vai Michonne*
- Melissa McBride vai Carol Peletier*
- Lennie James vai Morgan Jones*
- Sonequa Martin-Green vai Sasha Williams*
- Alanna Masterson vai Tara Chambler*
- Josh McDermitt vai Eugene Porter
- Christian Serratos vai Rosita Espinosa*
- Jeffrey Dean Morgan vai Negan
- Seth Gilliam vai Gabriel Stokes*
- Ross Marquand vai Aaron*
- Austin Amelio vai Dwight
- Tom Payne vai Paul Rovia*
- Xander Berkeley vai Gregory*

### Diễn viên định kỳ
- Christine Evangelista vai Sherry**

*Không xuất hiện trong tập này
**Chỉ có mình giọng nói

### Các diễn viên phụ khác
- Lindsley Register vai Laura
- Mike Seal vai Gary
- Martinez vai David
- Tim Parati vai Emmett Carson
- Autumn Dial vai Amber
- Chloe Aktas vai Tanya
- Elyse Nicole DuFour vai Frankie
- Gina Stewart vai Gina
- Tyshon Freeman vai Thành viên The Saviors

## Cái chết trong tập
- Emmett Carson

## Đánh giá
"Hostiles And Calamities" nhận được phản hồi tích cực từ giới phê bình, với 90% trong số 29 bài đánh giá trên trang Rotten Tomatoes là theo hướng tốt. Các chuyên gia đánh giá cao kịch bản của tập phim này trong việc phát triển cốt truyện cho nhân vật Eugene theo một hướng đi mới, cũng như đào sâu vào tâm lý phức tạp của Dwight thông qua mối quan hệ của anh ấy với Sherry.

## Bên lề
- Tên của tập phim - "Hostiles And Calamities" đến từ lời gợi ý của Eugene với Negan về việc nung kim loại nóng chảy và đổ lên người những xác sống phía trước căn cứ The Sanctuary để bảo vệ chúng khỏi "kẻ thù và tai họa".
- Đây là tập phim thứ 15 trong toàn bộ series mà Rick Grimes không xuất hiện.
- Tập phim này có thời lượng phát sóng trên truyền hình là 69 phút (bao gồm cả quảng cáo), dài hơn nếu so với một tập phim thông thường có độ dài 60 phút.
- Tập phim lấy bối cảnh thời gian vào giữa các sự kiện trong hai tập "Hearts Still Beating" và "Rock In The Road".
- Tập phim tiết lộ rằng Sherry chính là người đã giúp Daryl trốn thoát trong tập "Hearts Still Beating".
- Đây là tập phim đầu tiên không có cảnh của bất kỳ xác sống nào bị giết.
- Eugene một lần nữa sử dụng lại những lời nói dối của mình về việc từng làm việc trong Dự án hệ gene người với T. Brooks Ellis. Anh đã từng nói dối các thành viên nhóm Rick về điều này trong các tập "No Sanctuary" và "Self Help" của Phần 5.
- Khi trình diễn tài năng của mình cho những người "vợ" của Negan xem, Eugene đã ngân nga bản giao hưởng "1812 Overtune" của Tchaikovsky. Đây là bản nhạc thường được phát trong các buổi trình diễn pháo hoa.
- Bài hát được phát trong tập sau khi Eugene lấy được đồ ở khu phân phát là "Everything Right Is Wrong Again" của The Might Be Giants.
- Hai lần trong tập, Negan đã gõ cửa phòng của Eugene và Dwight bằng âm thanh dựa theo motif 7 nốt nhạc "Shave and a hair cut - two bits".
- Màn hình tivi trong các cảnh Eugene chơi trò chơi điện tử trong tập thực ra chỉ là một đoạn băng đã được chuẩn bị sẵn từ trước. Nam diễn viên Josh McDermitt (Eugene) chỉ việc giả vờ bấm các phím cùng lúc với các chuyển động trên màn hình.
- Câu nói "Pump your brakes, Red" mà Eugene nói với Frankie cũng là câu mà anh từng nói với Abraham trong tập "Twice As Far".

## Lỗi phim
- Trong tập "Hearts Still Beating" trước đó, phần đầu xác của Joey "béo" hướng về phía những chiếc xe mô tô được đậu trong sân. Tuy nhiên ở tập này, thi thể hắn dường như đã quay đi một hướng khác, khi mà không có một chiếc mô tô nào được nhìn thấy ở gần đó.